# Reign in Blood
Reign in Blood (Vládnout v Krvi) je třetí studiové album americké thrashmetalové skupiny Slayer. Bylo nahráno a vydáno v roce 1986 a jedná se o první desku kapely vydanou pod značkou Def Jam Records. Se skupinou poprvé spolupracoval producent Rick Rubin, který pomohl posunout jejich zvuk na další úroveň. Vydání bylo odloženo kvůli kontroverzi ohledně textu úvodní skladby „Angel of Death“, která pojednává o pokusech Josefa Mengeleho v koncentračním táboře Osvětim. Slayer nicméně několikrát uvedli, že nacismus netolerují a že je téma jen zajímalo.
Reign in Blood je podle většiny fanoušků i kritiků nejlepším albem Slayer, které kdy nahráli. Celé album bylo přelomové pro vývoj thrash metalu a následně death metalu. Ve Spojených státech se dostalo na žebříček Billboard 200 a bylo oceněno jako zlaté. Časopis Rolling Stone umístil toto album na 6. místo z „100 nejlepších metalových alb všech dob“.

## Pozadí
Po úspěchu předchozího alba Hell Awaits cítil producent Brian Slagel, že Slayer mají šanci nahrát něco velkolepého. Snažil se domluvit s několika vydavatelstvími, mimo jiné s Def Jam Recordings Ricka Rubina a Russella Simmonse. Nebyl však ochoten podepsat smlouvu se společností, která se v té době zaměřovala primárně na hip hop. O situaci se dozvěděl bubeník Dave Lombardo, a smlouvu se pokusil domluvit. Ostatní členové skupiny se však obávali odstoupení od odstoupení smlouvy s Metal Blade Records. Nakonec s členy skupiny promluvil přímo producent Rick Rubin a přemluvil je, aby podepsali smlouvu s Def Jam.

## Nahrávání
Nahrávání a produkce proběhly v Hit City West v Los Angeles. Pro producenta Ricka Rubina to bylo jeho první metalové album. Skupině to však paradoxně pomohlo – dosáhla rychlejších a tvrdých skladeb, avšak zvuk byl zároveň mnohem čistší, což ostře kontrastovalo s dřívější tvorbou. Výsledkem byla úplně nová úroveň zvuku.
Kytarista Jeff Hanneman později přiznal, že v době nahrávání skupina poslouchala Metallicu a Megadeth a nudily je opakované kytarové riffy. Doslova řekl: „Když tentýž motiv dvakrát nebo třikrát opakujeme, už nás nudí. Nesnažili jsme se písně zkrátit, jen to tak vyšlo.“ (Album je pouhých 29 minut dlouhé.) King uvedl, že hodinové nahrávky byly sice v té době trend, ale „tahle část by se dala vypustit, tahle skladba úplně vynechat atd. Vznikne tak mnohem intenzivnější deska, a o to nám jde.“ Po dokončení nahrávky šli Slayer za Rubinem, který reagoval slovy: „Uvědomujete si, jak je to krátké?“ Členové skupiny odvětili „No a?“. Album se vešlo na jednu stranu kazety a Rubin posléze uvedl, že je to vlastně praktické – „Poslechnete si celé album, otočíte ho a můžete si ho pustit znovu“. Hudba je drsnější a rychlejší než předchozí tvorba skupiny, což pomohlo zúžit mezeru mezi thrash metalem a jeho předchůdcem, hardcore punkem. Průměrné tempo je 220 úderů za minutu.

## Ohlas kritiky
Přestože žádná skladba z Reign in Blood nezazněla v rádiu, bylo to první album Slayer, které se umístilo v Billboard 200, zpočátku na 127. a později na 94. místě. V britském žebříčku UK Album Chart dosáhlo 47. příčky a 20. listopadu 1992 se stalo ve Spojených státech zlatým.

## Seznam skladeb
| Strana | Strana             | Strana        | Strana        | Strana |
| Pořadí | Název              | Hudba         | Text          | Délka  |
| ------ | ------------------ | ------------- | ------------- | ------ |
| 1.     | Angel of Death     | Hanneman      | Jeff Hanneman | 4:51   |
| 2.     | Piece by Piece     | King          | Kerry King    | 2:02   |
| 3.     | Necrophobic        | Hanneman King | Hanneman King | 1:40   |
| 4.     | Altar of Sacrifice | Hanneman      | King          | 2:50   |
| 5.     | Jesus Saves        | Hanneman King | King          | 2:54   |

| Strana 2 | Strana 2          | Strana 2      | Strana 2      | Strana 2 |
| Pořadí   | Název             | Hudba         | Text          | Délka    |
| -------- | ----------------- | ------------- | ------------- | -------- |
| 6.       | Criminally Insane | Hanneman King | Hanneman King | 2:23     |
| 7.       | Reborn            | Hanneman      | King          | 2:11     |
| 8.       | Epidemic          | Hanneman King | King          | 2:23     |
| 9.       | Postmortem        | Hanneman      | Hanneman      | 3:27     |
| 10.      | Raining Blood     | Hanneman      | Hanneman King | 4:14     |

| Bonusové skladby z reedice z roku 1998 | Bonusové skladby z reedice z roku 1998 | Bonusové skladby z reedice z roku 1998 | Bonusové skladby z reedice z roku 1998 | Bonusové skladby z reedice z roku 1998 |
| Pořadí                                 | Název                                  | Hudba                                  | Text                                   | Délka                                  |
| -------------------------------------- | -------------------------------------- | -------------------------------------- | -------------------------------------- | -------------------------------------- |
| 11.                                    | Aggressive Perfector                   | Hanneman King                          | Hanneman King                          | 2:30                                   |
| 12.                                    | Criminally Insane (remix)              | Hanneman King                          | Hanneman King                          | 3:18                                   |

## Sestava
- Tom Araya – zpěv, baskytara
- Jeff Hanneman – kytara
- Kerry King – kytara
- Dave Lombardo – bicí